# Sprężarka czołowa

## Konstrukcja i zasada działania
Sprężarka czołowa, to sprężarka, która pracuje z powietrzem już sprężonym i spręża je do wyższej wartości ciśnienia. Stosowana jest do wyrównywania spadków ciśnień powstałych na długich przewodach rurowych lub w zastosowaniach gdzie wyższe ciśnienie konieczne jest w procesie pośrednim. Sprężanie może być jedno – lub wielostopniowe, a sprężarka może być sprężarką wyporową lub dynamiczną.
Najbardziej popularne są sprężarki tłokowe. Pobór mocy w przypadku sprężarek czołowych zwiększa się wraz ze wzrostem stosunku ciśnień i spadkiem masy przepływu. Krzywa poboru mocy jako funkcji ciśnienia wlotowego ma w zasadzie taki sam kształt jak krzywa dla pompy próżniowej.